# Tryphon abditus
Tryphon abditus är en stekelart som beskrevs av Dmitriy R. Kasparyan 1969. Tryphon abditus ingår i släktet Tryphon och familjen brokparasitsteklar. Arten är reproducerande i Sverige. Inga underarter finns listade i Catalogue of Life.